# Bill Clinton
William Jefferson Clinton (született William Jefferson Blythe III) (Arkansas, Hope, 1946. augusztus 19. –), közismert nevén Bill Clinton amerikai politikus, 1993 és 2001 között az Amerikai Egyesült Államok 42. elnöke, előtte Arkansas állam kormányzója.

## Élete
William Jefferson Blythe III (legifjabb) néven született az Arkansas állambéli Hope városában, de Hot Springsben nőtt fel. Édesapja, William Jefferson Blythe Jr. születése előtt három hónappal autóbalesetben meghalt. Édesanyja a gyászév letelte után feleségül ment Roger Clinton autókereskedőhöz, aki a nevére vette.
Egyetemi éveit a School of Foreign Service (Georgetown University) keretei között töltötte, ahol nemzetközi kapcsolatok területen szerzett diplomát. Eközben J. William Fulbright szenátor kongresszusi segédje volt. Ezután az angliai Oxfordi Egyetemen (University College) tanult, Rhodes-ösztöndíjjal, és jogi diplomát szerzett a Yale Law Schoolon.
Clinton a Demokrata Párt tagja lett, mérsékelt politikusként tartják számon. Belpolitikájában fontos szerepet kapott az oktatás reformja, a kézifegyverek kereskedelmének és a környezetvédelmi szabályoknak a szigorítása. Külügyi politikájában fontos volt a kereskedelmi korlátok lebontása, az észak-írországi és az izraeli konfliktusok megoldását célzó erőfeszítésekben fontos szerepet játszott. 
Clinton volt az USA harmadik legfiatalabb elnöke, és az első, aki a második világháború befejeződése után született.

### A Monica Lewinsky-botrány
Második kormányzati ciklusára rányomta bélyegét az 1998-as Monica Lewinsky-botrány. Ennek során másodlagossá vált, hogy Clinton elnöknek volt-e szexuális kapcsolata a gyakornoknővel (ezt később maga is beismerte). Nagyon fontossá vált viszont, hogy huzamosabb ideig (hónapokig) többször tudatosan hazudott az amerikai szavazóknak. Sokak szemében ezzel vált alkalmatlanná az elnöki tisztségre.

## Családja
Egyetemi tanulmányai alatt ismerte meg későbbi feleségét, Hillary Rodhamet, akivel 1975-ben összeházasodott, majd 1980-ban megszületett lányuk, Chelsea Clinton. 2014. szeptember 27-én világra jött az első unokája, Charlotte Clinton Mezvinsky, a lányának, Chelsea Clintonnak Marc Mezvinskytől született lánya. 2016. június 18-án Chelsea Clinton egy fiúnak, a Clinton házaspár második unokájának adott életet, aki az Aidan Clinton Mezvinsky nevet viseli.

## Művei magyarul
- Életem, 1–2.; Ulpius-ház, Bp., 2004
- Bill Clinton–James Patterson: Az elnök eltűnt; ford. Novák Gábor; 21. Század, Bp., 2018
- Bill Clinton–James Patterson: Az elnök lánya; ford. Novák Gábor; 21. Század, Bp., 2021